# Pierre Renouvin
Pierre Renouvin (París, 9 de enero de 1893 - ídem, 9 de diciembre de 1974) fue un reconocido historiador francés, especializado en la historia de las relaciones internacionales. Fue alumno del también historiador Alphonse Aulard.
Combatió durante la Primera Guerra Mundial, siendo mutilado en la batalla de Chemin des Dames, en la primavera de 1917. A partir de entonces se especializó en el estudio de la Primera Guerra Mundial y de las relaciones internacionales. Renouvin se vio influenciado por la "Escuela de los Annales", fundada por Lucien Febvre y Marc Bloch, que lo llevó a analizar lo que denominaban "fuerzas profundas" que influyen en los acontecimientos. 
Fue miembro de la Academia de Ciencias Morales y Políticas desde 1946, y Presidente de la Fundación Nacional de las Ciencias Políticas de 1959 a 1971. También fue profesor de historia de las relaciones internacionales en la Universidad de la Sorbona.

## Obras
- Histoire des relations internationales, 4 tomos, Hachette Livre, 1954, reed. 1994
- Introduction à l'histoire des relations internationales, en colaboración con Jean-Baptiste Duroselle y Armand Colin, 1964, reed. 1991, 536 págs.
- L'Armistice de Rethondes, 11 novembre 1918, Éditions Gallimard, Colección : Trente Journées qui ont fait la France, reed. 2006, 555 págs.
- La Première Guerre mondiale, Que sais-je? n°236, Presses universitaires de France, reed. 1998, 127 págs.
- Léon Blum, chef de gouvernement, en colaboración con René Rémond, Presses de la Fondation nationale des sciences politiques, 1967, reed.1981